# 28 квітня
28 квітня — 118-й день року (119-й у високосні роки) в григоріанському календарі. До кінця року залишається 247 днів.

## Свята і пам'ятні дні

### Міжнародні
- ООН: Всесвітній день безпеки праці.
- Міжнародний день пам'яті всіх жертв праці.

### В Україні
- День охорони праці

### Національні
- Римська імперія: перший день Флоралій
- Барбадос: День героїв
- Ізраїль: День незалежності
- Японія: День відновлення суверенітету. (主 権 回 復 の 日)
- Афганістан: День перемоги афганського народу в джихаді.
- Італія: Національний день в Сардинії.
- Канада: Національний день трауру
- США: Національний день чорничного пирога.

### Професійні
- Індія: День юристів.

### Релігійні

#### Християнство
Католицька церква: День Святого Людовіка Марія Гріньйон де Монтфорта

 Православна церква:
- Апостолів від 70-х Ясона і Сосипатра, Керкири, діви, та інших, що з ними постраждали.
- Мучеників Дади, Максима і Квинтиліана.
- Мучеників Саторнія, Якисхола, Фавстіана, Януарія, Марсалія, Єфрасія, Маммія, Мурина, Зинона, Євсевія, Неона і Віталія.
- Святителя Кирила, єпископа Туровського.

### Іменини
- ✙ Православні: Максим, Зинон, Віталій, Кирило[1]
- ✝  Католицькі: Павло, Петро

## Події

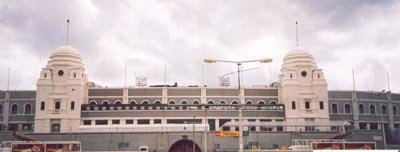
«Вемблі»

Меріленд, 7-й штат США

- 1180 — 14-літній французький король Філіпп II Август одружився з Ізабелою, небіжкою графа Фландрського.
- 1220 — Закладено перші камені до фундаменту кафедрального собору в Солсбері — одного з найдавніших і найгарніших в Королівстві Англія.
- 1503 — У битві при Серіньйолі (Італія) іспанські війська розгромили французів, і як результат — Неаполітанське королівство стало іспанською провінцією.
- 1512 — У битві під Вишнівцем (Лопушним) об'єднане польсько-литовське військо великого гетьмана литовського Костянтина Острозького розгромило загони кримських татар.
- 1563 — Першодрукарі Іван Федоров та Петро Мстиславець розпочали друк першої книги.
- 1599 — Англійський парламент затвердив загальну молитовну книгу для Англіканської церкви.
- 1621 — українські православні священники написали «Протестацію», в якій обґрунтували правомірність відновлення православної ієрархії.
- 1635 — Укладено воєнний союз між Францією і Швецією.
- 1686 — Опублікований перший том фундаментальної праці Ісаака Ньютона «Принципи».
- 1709 — Шведські війська Карла XII та українського гетьмана Івана Мазепи рушили на облогу Полтави
- 1784 — Винахідники Лонуа та Ж. Б'єнвеню у Франції продемонстрували першу офіційно визнану рухому модель гелікоптера.
- 1788 — Меріленд став 7-м штатом США.
- 1794 — У Франції революційним трибуналом страчений на гільйотині колишній командувач французьким флотом адмірал граф д'Естан.
- 1796 — Сардинське королівство підписало з Францією перемир'я.
- 1809 — Прусський офіцер Фердинанд фон Шилл вивів з Берліна гусарський полк, щоб підняти загальне повстання проти французів, які окупували Німеччину. Але заколот провалився — 31 травня Шилл загинув, 11 його офіцерів були розстріляні, а 500 солдатів — відправлені на французькі галери.
- 1814 — Наполеон вирушив у заслання на острів Ельба.
- 1817 — США і Велика Британія уклали договір про обмеження чисельності військового флоту на Великих озерах.
- 1862 — У ході Громадянської війни в США флот адмірала Девіда Фаррагута захопив порт і місто Новий Орлеан, штат Луїзіана.
- 1879 — Установчими зборами в Тирново схвалена конституція Болгарії.
- 1908 — Заснована Всесвітня асоціація есперанто (UEA).
- 1910 — У ніч з 27 на 28 квітня Клод Грехем-Уайт здійснив перший у Великій Британії зареєстрований нічний політ на аероплані.
- 1914 — У США запатентований повітряний кондиціонер.
- 1918 — Командування півмільйонного угрупування австро-німецьких військ, що зайняло Україну, припинило засідання Української Центральної Ради, яка саме обговорювала проєкт конституції УНР.
- 1919 — Паризька мирна конференція прийняла Статут Ліги Націй.
- 1919 — У Рівному отаман Оскілко здійснив спробу перевороту проти Директорії УНР та заарештував її соціалістичний уряд на чолі з Борисом Мартосом.
- 1923 — У Лондоні відкритий стадіон «Вемблі».
- 1932 — Оголошено про відкриття вакцини проти жовтої гарячки.
- 1939 — Заява Адольфа Гітлера про денонсацію Польсько-Німецького договору про ненапад (1934) та Англо-Німецького морського договору (1935).Герб дивізії «Галичина»
- 1943 — у Львові німецька влада оголосила про створення дивізії зброї «Галичина»
- 1945 — Жорстокі вуличні бої в Берліні.

- 1947 — польська комуністична влада розпочала операцію «Вісла» з виселення українців Лемківщини, Надсяння, Підляшшя і Холмщини в Західну Польщу
- 1947 — Норвезький етнограф і археолог Тур Хеєрдал з 5 товаришами вирушив у плавання на бальсовому плоті від західного узбережжя Південної Америки до Таїті. Пліт отримав ім'я легендарного бога інків Кон-Тікі.
- 1948 — Арабські війська захопили Яффу (Ізраїль).
- 1952 — Підписанням мирного договору з Японією, завершилася повоєнна окупація країни. СРСР не брав участі в підписанні договору.
- 1955 — Розпочалося будівництво космодрому Байконур.
- 1956 — Верховна Рада СРСР зняла з депортованих народів статус спецпоселенців.
- 1957 — Заснована Всесвітня федерація міст-побратимів. Остання неділя квітня — Всесвітній день міст-побратимів.
- 1965 — американські десантники за підтримки морської піхоти захопили Домініканську республіку.
- 1967 — Американський боксер Кассіус Клей (майбутній Мухамед Алі) позбавлений прав брати участь у поєдинках у зв'язку з його відмовою служити в армії США.
- 1968 — У Нью-Йорку на Бродвеї відбулась прем'єра мюзиклу «Волосся».
- 1969 — Шарль де Голль пішов у відставку з посади президента Франції після того, як на референдумі не пройшло його питання про конституційну реформу.
- 1987 — У США вперше у світі випустили компакт-диск.
- 1988 — Михайло Горбачов на зустрічі з російським патріархом Пименом оголосив про повернення церкві культових споруд.
- 1994 — Співробітник ЦРУ Олдріч Еймс за шпигунство на користь СРСР і Росії засуджений до пожиттєвого ув'язнення без права на помилування.
- 1996 — Американець Тед Мартін встановив світовий рекорд, закинувши підряд 5221 штрафний баскетбольний кидок.
- 1999 — Конгрес США схвалив нанесення авіаударів по Югославії.
- 2000 — Туреччина, Азербайджан і Грузія уклали договір про будівництво нафтопроводу Баку-Джейхан для транспортування каспійської нафти в обхід Росії.
- 2001 — Політ першого космічного туриста Денніса Тіто.
- 2021 — початок прикордонної війни між Таджикистаном і Киргизстаном.
- 2022 — Палата представників США схвалила закон про ленд-ліз для України.

## Аварії та катастрофи
- 1847 — В Атлантиці на шляху до Квебеку затонув британський вітрильник «Ексмоут», 248 осіб загинули.
- 2008 — При посадці на бурову платформу «Таврида» в Чорному морі розбився український гелікоптер Мі-8. 17 пасажирів і три члени екіпажу загинули.

## Народились
Дивись також Категорія:Народились 28 квітня
- 1442 — Едуард IV, перший король Англії (1461–1470, 1471–1483) з династії Йорків.
- 1665 — Мартелло П'єр Якопо, італійський драматург і поет, який підготував ґрунт для італійського Просвітництва.
- 1729 — Марко Полторацький, український співак (баритон). Козак Сосницької сотні Чернігівського полку. Дід Анни Керн.
- 1753 — Франц Карл Ахард, німецький фізик та хімік, що побудував в Силезії перший буряково-цукровий завод і перший описав рецепти приготування із цукрового буряка спирту та оцту.
- 1774 — Френсіс Бейлі, британський астроном, один із засновників Лондонського королівського астрономічного товариства (1820), чотири рази обирався його президентом.
- 1758 — Джеймс Монро, 5-й президент США.
- 1805 — Анрі-Огюст Барб'є, французький поет.
- 1865 — Микола Івасюк, український художник і педагог, автор відомого полотна «В'їзд Богдана Хмельницького в Київ»; репресований.
- 1868 — Георгій Вороний, український математик, творець геометрії чисел, зробив значний внесок у розвиток сучасної інформатики.
- 1868 — Еміль Бернар, французький художник-неоімпресіоніст, один з теоретиків символізму в мистецтві.
- 1874 — Карл Краус, австрійський журналіст, письменник, видавець, критик Першої світової війни («Останні дні людства»).

- 1875 — Модест Сосенко, український художник-монументаліст, майстер релігійного та світського малярства, портретист, пейзажист, ілюстратор.
- 1889 — Антоніу де Олівейра Салазар, португальський державний і політичний діяч прем'єр-міністр Португалії (5 липня 1932 — 25 вересня 1968)
- 1902 — Юхан Борген, норвезький прозаїк і драматург, один з найбільших письменників XX століття.
- 1906 — Курт Гедель, австрійський і американський логік і математик.
- 1906 — Барт Ян Бок, нідерландсько-американський астроном.
- 1908 — Оскар Шиндлер, німецький бізнесмен, який врятував 1100 євреїв з табору Аушвіц під час Другої світової війни.
- 1916 — Ламборґіні Ферручіо, італійський бізнесмен, розробник автомобілів «Ламборґіні».
- 1922 — Алістер Маклін, англійський письменник, автор детективів.
- 1924 — Баніоніс Донатас, литовський актор театру і кіно.
- 1928 — Петро Китастий, бандурист, заступник диригента Української капели бандуристів ім. Т. Г. Шевченка, батько композитора, співака, диригента, кобзаря, бандуриста, сопілкаря Юліяна Китастого.
- 1937 — Саддам Хусейн, іракський політичний діяч, президент Іраку (з 1979 р.), голова ради революційного командування, верховний головнокомандувач, генеральний секретар партії Баас, маршал.
- 1938 — Віктор Банніков, радянський футболіст, воротар київського «Динамо», автор рекордної «сухої» серії в чемпіонатах СРСР.
- 1974 — Пенелопа Крус, іспанська кіноакторка.
- 1981 — Джессіка Альба, американська акторка.
- 1989 — Тейлор Фрей, американський актор.
- 2000 — Вікторія де Анджеліс, басистка гурту Måneskin, авторка пісень.

## Померли
Дивись також Категорія:Померли 28 квітня
- 1772 — Іоган Фредерік Струенсе, граф, був страчений у Копенгагені за любовний зв'язок з королевою Кароліною Матільдою.
- 1876 — Жозеф-Фредерік-Бенуа Шар'єр, французький розробник хірургічних інструментів швейцарського походження.
- 1890 — Василь Лазаревський, український громадський діяч, белетрист.
- 1949 — Григорій Мазур-«Калинович», український громадський і військовий діяч, член ОУН, хорунжий УПА, командир сотні «Месники-1» куреня «Месники» ТВ-27 «Бастіон» Військової округи-6 «Сян» групи УПА-Захід, розстріляний поляками.
- 1978 — Мухаммед Дауд Хан, сардар, прем'єр-міністр і президент Афганістану.
- 2012 — Матілде Камю, іспанська поетеса.